# サブロクそうすけ
サブロクそうすけ（1976年2月8日 - ）は、日本のお笑い芸人、元プロ野球選手（投手）。本名及び旧芸名は杉浦 双亮（すぎうら そうすけ）。2016年の1シーズン、四国アイランドリーグplusの愛媛マンダリンパイレーツに所属した。選手としての登録名は「サブロク双亮」。ジモン軍団のメンバー。
太田プロダクション所属。山内崇とのコンビ、360°モンキーズ（2018年1月限りで解散）でボケを担当していた。

## 経歴
八丈島の出身で、埼玉県大宮市（現さいたま市）・東京都渋谷区で育つ。実家は寺院で、父親は僧侶だった。帝京高校から帝京大学に進学した。

### 芸人としての経歴
下記、プロ野球選手の引退発表時に芸名の改名を発表。2017年12月10日から芸名を本名から「そうすけ」に改めた。
相方・山内崇の芸能界引退に伴い、2018年1月に360°モンキーズを解散し、以降はピン芸人「サブロクそうすけ」として活動している。

### 野球選手としての経歴
八丈町立三根小学校3年の時に野球好きだった父とのキャッチボールがきっかけで野球に興味を持ち、4年から少年野球チームで投手として活躍。5年まで過ごした後、家族で埼玉県大宮市に引っ越し、現在のさいたま市立上小小学校に転校。八丈島ではなかなか試合ができなかったが、転校後は毎週試合ができるようになり、投手としての楽しさを覚えたという。
渋谷区立松濤中学校ではエースを務め、本人いわく「チーム自体はあんまりでしたが、ただ、周りを見ても、僕より上回っている選手はいなかったと思います、なので、“あれ、オレ、いけるぞ”と思っていました」とのこと。
当時は無名だった埼玉の聖望学園からも誘いがあったが、プロ野球選手を目指し前田三夫監督率いる帝京高校に進学。1年先輩にセンバツ優勝投手で巨人などで活躍した三澤興一がいた。三澤らが引退し新チームとなった2年秋の都大会前に練習試合で先発のチャンスをもらったが、いきなり3者連続四球で無死満塁となった後4番打者に満塁弾を打たれ交代し、それ以来一度もマウンドに上がれなかった。甲子園出場実績はない。高校の卒業アルバムには「野球は諦めて芸人になる」と書いていた。
帝京大学では野球を離れ、その後は太田プロダクションに所属しお笑い芸人となるが、芸人になった後も草野球で定期的にプレーを続けていた。
2015年10月26日、ブログで独立リーグ・四国アイランドリーグplusのトライアウトを受けることを報告。きっかけは夏の高校野球甲子園大会で、「40歳という節目を目前に球児たちの頑張りをみて、自分ももう一度、夢を目指してもいいんじゃないかと思った」と熱く語り、相方の山内も「応援する」と言ってくれたという。11月4日から10日にかけて行われたトライアウトに参加し、初の実戦形式となった登板ではエラーとヒット2本で高校時代と同じくいきなり無死満塁のピンチを迎えたが、後続を抑え無失点で切り抜けた。同月11日、愛媛マンダリンパイレーツに合格した。
2016年1月20日に契約合意し正式に愛媛への入団が決定した。当時、四国ILの選手は原則的に副業が禁止されていたが、特例として入団後も芸人活動を認められた。愛媛の監督である弓岡敬二郎はウェブサイトに寄稿した文章で、「単なる話題性だけで獲得したのではありません」と記し、トライアウトリーグでの取り組みや入団後は選手活動中心にするという話から「その心意気を買いました」と理由を説明した。
2016年2月2日に入団記者会見を行い、背番号はコンビ名にちなんで36に決定、登録名は「サブロク双亮」となる。
4月2日の開幕時点では「練習生」で、公式戦出場可能な選手登録枠には入っていなかった。監督の弓岡敬二郎は、3月15日にウェブに寄稿した文章で「現状は先発ではなく、中継ぎでの起用を考えています」「対外試合で投げるかどうかは、調整具合を見て判断する予定」と述べていた。4月9日に選手登録され、4月10日の巨人3軍との交流戦で3-4で迎えた9回表に登板、打者2人と対戦し、四球と犠打で1アウト2塁となったところでわずか7球で降板したものの、デビュー登板を果たした（その後9回裏に愛媛が西村健太朗から2点を奪いサヨナラ勝ち）。試合後「先頭打者に四球というのは投手として一番やってはいけないこと。頭丸めてきます。あっ、もう丸まってる!」とコメントした。
8月20日にホームの松山中央公園野球場でおこなわれた対香川オリーブガイナーズ戦で初の先発登板。この先発は7月7日に予告されており、当日は相方の山内が始球式に登場。4回に四球で二死満塁のピンチを招いたところで降板し、勝利投手にはなれなかったがノーヒットでチームの勝利を導いて試合後にはヒーローインタビューを受けた。
9月9日の対高知ファイティングドッグス戦で先発、公式戦で初めて5回を投げ抜き無失点に抑えて降板したが、後続の選手が打たれて勝利投手にはなれなかった。
最終的に2016年シーズンは9試合（13と2/3回）に登板、勝敗・セーブはつかず、被安打12、与四死球16（うち与死球2）、奪三振1、自責点3の防御率1.98という成績であった。ポストシーズンのうち、徳島インディゴソックスとのリーグチャンピオンシップでは登板の機会はなかったが、年間総合優勝を決めた試合後にチームメイトから胴上げを受けた。群馬ダイヤモンドペガサス（ベースボール・チャレンジ・リーグ）と対戦したグランドチャンピオンシップでは、第3戦の8回、10点のリードを付けられた場面で登板し、2安打2四球で2点を失った。
2016年は芸能活動もおこない、そのためにベンチ入りできなかった試合もあった。シーズン終了後、「野球と芸人の仕事の両立はやっぱり簡単ではなかったですね。久しぶりに芸能の仕事に行くと、笑いの勘が鈍ってるなあと思うことがよくありました。（中略）逆に野球に戻ると、今度は野球の勘が鈍ってて…」と取材に対して述べている。
12月13日、現役引退を発表し、翌12月14日にリーグから今季限りでの退団が正式に発表された。リーグ発表に付されたコメントでは「この人生の中で、本当に楽しくて成長できた貴重な1年間でした」と述べている。引退後の2019年のインタビューでは、体力面と経済面が苦しかったことが引退の理由と明かしている。
2022年7月に、お笑いコンビティモンディの高岸宏行がベースボール・チャレンジ・リーグの栃木ゴールデンブレーブスに選手として入団することが発表された際には、自身のTwitterアカウントで祝福・激励のコメントを寄せた。

## 野球選手としての特徴
高校時代の最速は141km/h。本人曰く、コントロールに課題があったという。
2016年当時は120 - 30km/h台の速球にスライダー、チェンジアップなどを駆使した“技巧派”右腕としてプレーし、「制球は高校時代よりいい」と話していた。引退後の取材では、入団後のトレーニングによってトライアウト時よりも球速が上がったと述べている。愛媛に2016年に在籍した陽建福から身振りで受けたアドバイスにより、制球力が向上したという。芸でネタにしたことがある張泰山（2016年は徳島に在籍）と対戦して打ち取り、試合後に投球についてのコメントを受けたことも「いい自信になった」と述べている。
四国アイランドリーグplusはDH制を採用しているためバッティングは試合で披露する機会はなかったが、打撃フォームはモノマネとは違い至って普通である。本人によると「巡り巡って普通に戻るもん」だという。

## 詳細情報

### 年度別投手成績
| 年 度    | 球 団    | 防 御 率 | 登 板 | 勝 利 | 敗 戦 | セ 丨 ブ | 完 投 | 完 封 | 無 四 球 | 投 球 回 | 打 者 | 被 安 打 | 被 本 塁 打 | 奪 三 振 | 与 四 球 | 与 死 球 | 失 点 | 自 責 点 | 暴 投 | ボ 丨 ク |
| -------- | -------- | -------- | ----- | ----- | ----- | -------- | ----- | ----- | -------- | -------- | ----- | -------- | ----------- | -------- | -------- | -------- | ----- | -------- | ----- | -------- |
| 2016     | 愛媛     | 1.98     | 9     | 0     | 0     | 0        | 0     | 0     | 0        | 13.2     | 64    | 12       | 0           | 1        | 14       | 2        | 3     | 3        | 0     | 0        |
| 通算:1年 | 通算:1年 | 1.98     | 9     | 0     | 0     | 0        | 0     | 0     | 0        | 13.2     | 64    | 12       | 0           | 1        | 14       | 2        | 3     | 3        | 0     | 0        |

### 背番号
- 36 （2016年）

## 人物
元相方の山内とともに阪神タイガースのファンである一方で、千葉ロッテマリーンズの選手数人と親交を持ち、実際に選手のブログにも紹介されている。
趣味としてゴルフも嗜んでおり、ベストスコアは75。

## 単独での出演
コンビでの出演歴については「360°モンキーズ」の項を参照。
- TBSラジオ エキサイトベースボール（TBSラジオ）
- セーラー服と機関銃（2006年10月 - 11月、TBS） - 1階住人 役
- ペテロの葬列 第10話（2014年9月8日、TBS） - 工藤将人 役
- 警視庁捜査一課9係 2時間スペシャル（2014年10月5日 、テレビ朝日）

## 著書
- 『最速123キロ、僕は40歳でプロ野球選手に挑戦した』KKベストセラーズ、2017年1月26日[29]